# موسيقى تركية
شهدت موسيقى تركيا منذ عهد السلاجقة وحتى يومنا تطورات في ميادين مختلفة. وهذه الميادين هي: الموسيقى الكلاسيكية التي تطورت على يد النخبة المثقفة في المدن، والموسيقى الشعبية التركية التي رافقت إنسان الأناضول على مدى قرون طويلة وتطورت على يده لكونها أصبحت ملازمة له في سرّائه وضرّائه، والموسيقى الدينية، والموسيقى الحماسية العثمانية المعرفة بفرقة مهتر، والموسيقى الغربية ذات الطبقات الصوتية المتعددة التي غدت مألوفة في تركيا بعد قيام الجمهورية، فضلاً عن الأصناف الأخرى التي شاعت مؤخرا مثل البوب والروك والجاز.
```
المتعددة الجمهورية. بتوجيهات 
أتاتورك
 بدأ في تركيا التوجه نحو 
الموسيقى الغربية
 للاستفادة من ميّزاتها وتقنياتها الفنية العالمية وابتدأت هذه الخطوات بالتحرك نحو الموسيقى الغربية وذلك بتحديث الآلات الفنية الموسيقية المعاصرة المستخدمة، لتكون قاعدة في أعمال وجهود تطوير الموسيقى التركية المعاصرة والشعبية، والنهوض بها لمستويات راقية. وتم إيفاد الطلاب إلى الخارج لدراسة الموسيقى العالمية، واستقدام أساتذة كبار إلى البلاد ليتولوا التدريس في المعاهد الموسيقية مثل 
جوزيف ماركس
 
وبول هندارميث
 
وكارل ايبرت
 
وبيلا بارتوك
.
```

ومع قيام معهد أنقرة العالي للموسيقى عام 1936، تكاثفت الجهود للتعاطي مع الموسيقى الشعبية على أسس نظرية التعددية الصوتية للموسيقى الغربية ممثلاً في الرعيل الأول لملحني العهد الجمهوري وعلى رأسهم الموسيقار جمال رشيد ري وأحمد عدنان صايغون وعلوي جمال أركين وفريد ألنار ونجيل كاظم أقساس، وهم تتلمذوا ودرسوا وتخرجوا في أكبر المعاهد الموسيقية العالمية المختلفة للغرب. وأول جيل تركي ناشئ سار على خط أساتذته المذكورين، أمّا الجيل الذي تبعه فقد طور مدرسة في التلحين التركي قوامها الموسيقى الشعبية التركية من جهة، مع الاعتماد على مصادر الموسيقى الغريبة من جهة أخرى. رغم التباين بين أتباع هذا الجيل ورواده من حيث الأسلوب والمفهوم إلى حد كبير، فإن السمة المشتركة بينهم تمثلت في ترسيخهم للموسيقى الشعبية وإبرازهم للملامح والأهاجيج المحلية والفلكلورية في مؤلفاتهم. فعدنان صايغون مثلاً عكف على دراسة الفلكلور التركي وتجميعه، مبتكراً أسلوباً حوّل المتابعة إلى موقف قومي يعكس التطلعات الوطنية، ولعب دوراً كبيراً في تعريف الموسيقى التركية عن طريق المحاضرات والحفلات الموسيقية التي قدمها في البلدان الأجنبية.
ولعبت فرقة اوركسترا السيمفونية لرئاسة الجمهورية كأقدم فرقة في البلاد دوراً حيوياً في نشر الموسيقى ذات الطبقات الصوتية المتعددة، من خلال حفلات لا تحصى قدمتها في كافة ربوع البلاد، لتجعل هذا النوع من الموسيقى محبوباً لدى عامة الناس. كما قامت بتعريف الموسيقى التركية المتعددة الأصوات في الخارج بواسطة أمسيات موسيقية قدمتها في ألمانيا والولايات المتحدة الأمريكية وفرنسا وأسبانيا وإيطاليا وكوريا الجنوبية وغيرها من الدول. وما زالت تقوم فرق سيمفونية إسطنبول، أزمير، أنطاليا بورصا وجوقور أوفا التابعة للدولة، إلى جانب كورال الدولة المتعدد الأصوات الذي تأسس عام 1988، بعرض حفلاتها وتقديم أنشطة فنية ودورية في الداخل والخارج.
ما عدا اوركسترا الدولة، توجد فرقة بيلكنت للاوركسترا السيمفونية، وفرقة جمعية بوروصان اسطنبول للاوركسترا، وغرفة اوركسترا مصرف آق بنك ضمن الفرق الخاصة الموزعة في أنحاء البلاد.
ويأتي في مقدمة طلائع الموسيقى التركية المتعددة الأصوات ممّن قادوا الفرق الأجنبية المعروفة، وسجلت مؤلفاتهم في اسطوانات على صعيد البلاد وخارجها، حكمت شيمشاك وغورار أيقال ورنغيم غوكمان وبتين غونيش. وهناك في تركيا قانون خاص سن لصقل مواهب الأطفال الخارقين والبارعين بتدريبهم في أشهر المعاهد الموسيقية في الخارج. وبفضل هذا القانون نشأ فنانون وفنانات ممّن يتمتعون بمواهب موسيقية غير عادية عن طريق تدريبهم في الخارج مثل إيديل بيرات (البيانو) وصونا قان (الكمان) والشقيقان غوهار وسوهار بكينال (البيانو) وإسماعيل أشان (الكمان) وفاضل صاي (البيانو) وجهاد عاشقين (الكمان) وآيلا أردوان (الكمان) وغولشان تاتو (الفلوت)، وقد نالوا شهرة واسعة وجوائز عالمية وسجلت ألحانهم ومعزوفاتهم في اسطوانات توزع وطنياً وعالمياً.

## الموسيقى التركية الكلاسيكية

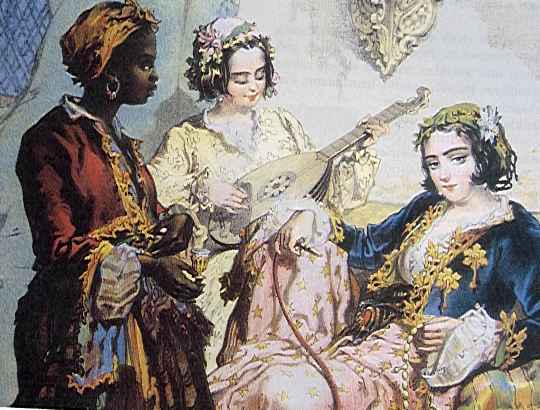
الجواري في العصر العثماني

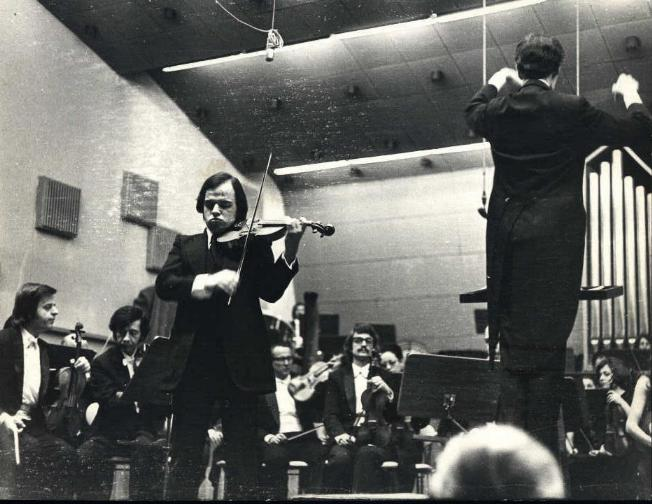
أوركسترا السيمفونية الرئاسية في أنقرة عام 1973.

احتاجت الموسيقى التركية الكلاسيكية، التي هي موسيقى المدينة، إلى فترة طويلة لكي تكوّن أسسها وتظهر هويتها الخاصة بها. أقدم النماذج هي علماء الموسيقى والشخصيات الملحنة من أمثال الكندي والفارابي (950-870) سيف الدين عبد المؤمن اورموي (1237-1294) وعبد القادر الماراغالي (1360-1412).
يتم قبول بخوري زاده مصطفى عطري أفندي (1640-1712)، الذي قدم مؤلفاته في أواخر القرن السابع عشر، على أساس أنه الذي نقل الموسيقى التركية الكلاسيكية إلى القمة.
الآلة الأساسية للموسيقى التركية هي الطنبور. وكمثال على بقية آلات العزف التي يتم استخدامها، هناك الناي والكمنجة والعود والقانون والرباب والسنتور والكمان التي تعزف الألحان، وآلات الإيقاع مثل الدائرة والدف والقدوم والخليلة.
تنقسم الموسيقى التركية الكلاسيكية إلى فرعين رئيسيين من حيث الموضوع، هما الموسيقى الدينية واللادينية. الموسيقى الدينية تتكون من موسيقى الجامع التي تعتمد على صوت الإنسان فقط، وموسيقى التكايا التي يتم فيها استخدام مختلف الآلات أيضاً. والموسيقى اللادينية أيضاً نوعان، الموسيقى الصوتية والموسيقى المعزوفة. الموسيقى الصوتية أكثر انتشاراً من الموسيقى المعزوفة، ومتداخلة مع أدب الديوان. وكافة الأنواع تتميز بقوالب خاصة بها.
في الأساس الموسيقى التركية هي موسيقى مقامات، وهناك المئات من المقامات. كما أن قوالب الريتم، التي يقال عنها «الأصول»، متنوعة جداً. النظام الصوتي هي الخاصية التي تميز الموسيقى التركية. الأصوات الفرعية الغير موجودة في الموسيقى الغربية، هي العناصر الأصيلة للنظام الصوتي بالموسيقى التركية. إن هذا الوضع يمنح الموسيقى التركية، ذات الصوت الأحادي، إمكانية حركة لا محدودة وثراء في اللحن.
المؤسسات التعليمية للموسيقى التركية الكلاسيكية في العهد العثماني هي مدرسة الأندرون والتكايا التابعة للبلاط. دار الألحان، التي تأسست في أواخر العهد العثماني، هي أول مدرسة تركية رسمية للموسيقى.
اتخذت دار الألحان في العهد الجمهوري أولاً اسم المعهد الموسيقي التابع لبلدية إسطنبول، ومن ثم تم تحويله إلى معهد الدولة للموسيقى بجامعة إسطنبول. وعلاوة على هذا، تم في عام 1979 تأسيس معهد الموسيقى التركية بجامعة إسطنبول التقنية، وعدد كثير من المعاهد الموسيقية التابعة للجامعات والتي تم تأسيسها أسوة بهذا النموذج.
إلى جانب تعليم الموسيقى التركية الكلاسيكية والتدريب عليها، قامت إذاعات الدولة التي تم تأسيسها في العهد الجمهوري بأداء مهمة هامة في مجال إجرائها أيضاً. ومن بين بقية مؤسسات عالم الموسيقى التركية الكلاسيكية في يومنا الراهن: الكورالات الموسيقية في كل من إسطنبول وأنقرة وازمير ودياربكر وألازيغ وبورصا وصامصون، وفرقة الموسيقى التركية التاريخية في إسطنبول، وفرق الدولة للموسيقى في كل من أدرنه واسطنبول، وفرقة قونيا للموسيقى التصوفية التركية.
وكمثال على الذين يأتون في مقدمة الملحنين والمنفذين وأساتذة وعلماء الموسيقى التركية الكلاسيكية في العهد الجمهوري، يمكن ذكر رؤوف يكتا وسعد الدين آريل وصبحي أزجي ومنير نور الدين سلجوق وصافية آيلا وسعد الدين قايناق وصلاح الدين بينار وأمين اونغان ونوزات آلتيغ وعلاء الدين ياواشجا ونيازي صاين ونجدت ياشار وسهيلة آلتمش دورت وعوني آنيل وإسماعيل حقي اوزقان وأرول دران وجينوجن تانري قورور ومرال اوغورلو وإينجي جايرلي وإحسان اوزجن.

## الموسيقى التركية الشعبية

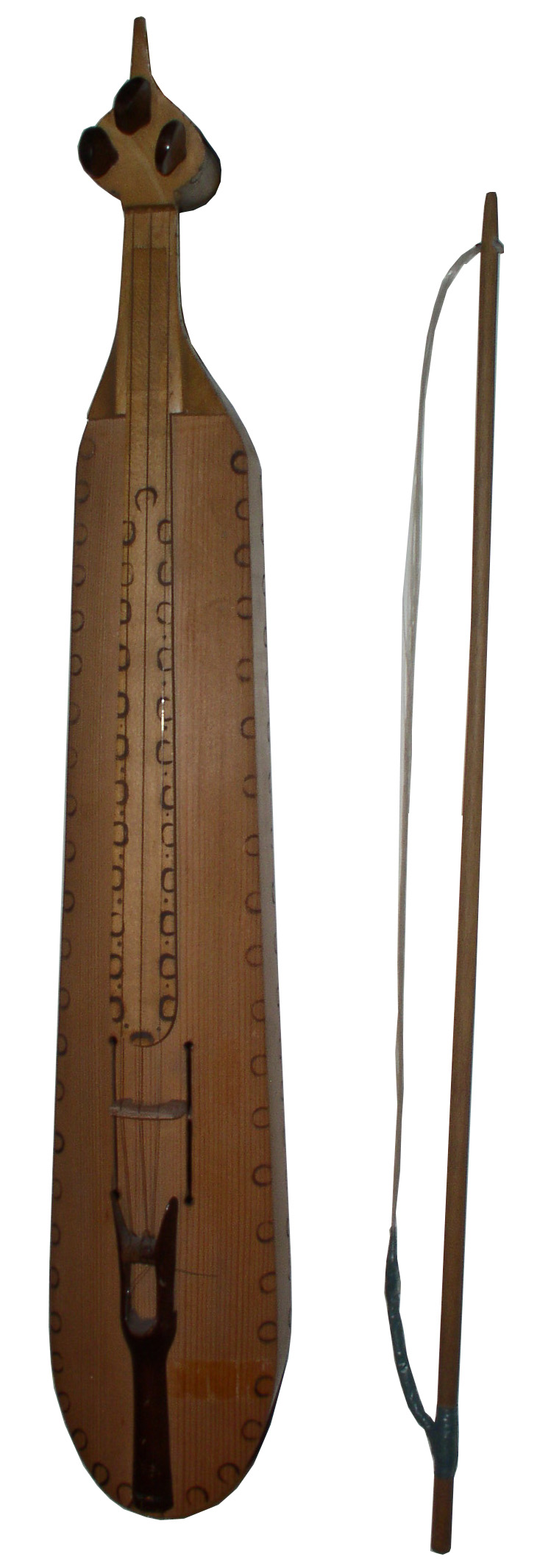
Kemençe هي عن آلة موسيقية شعبية على الساحل التركي للبحر الأسود.

الموسيقى التركية الشعبية تتميز بخاصية كونها سماعية مشتركة ومساهمة ومتشعبة المصادر، انتقلت عبر الأجيال وتناقلتها الألسن مع مرّ العصور. ومع السياسة الرسمية المنتهجة في العهد الجمهوري في مجال الموسيقى، أضحى هذا الصنف نبعاً يلهم الموسيقى التركية المعاصرة في الإبداع والابتكار. ووصولاً إلى هذا المبتغى نظمت جولات لبحث وجمع الأغاني الشعبية الدارجة على صعيد البلاد، وتصنيفها وتسجيل أحرفها الموسيقية وتبويبها. وتولى معهد أنقرة العالي للموسيقى عام 1936 مهمة بحث وجمع وتنقيح الموسيقى الشعبية التركية، واستطاع حتى عام 1952 تنقيح 10 آلاف نغمة سجلت بأحرفها الموسيقية وتم تبويبها في الأرشيف لحفظها.
وكان للإذاعة التابعة للدولة، التي بدأت بالبث في عام 1937، دور بارز في إحياء الموسيقى الشعبية، ولقيت البرامج الإذاعية الوثائقية المعدة من قبل الفنانين مثل سعدي ياور أطامان، وعثمان بهلوان الطنبورجي وثروت جوشقون سيس ومظفر صارى سوزان، صدى واسعاً لدى المستمعين والأوساط الفنية. فيما لعب روحي صو، الذي واصل أعماله خارج الإذاعة، دوراً طليعياً في تعريف الموسيقى الشعبية بصياغتها من جديد بدءاً من عقد الستينات. بينما طور زولفي ليوانلي وعارف صاغ بعد عام 1975 منظومة الآلات الموسيقية في الموسيقى الشعبية عن طريق إضفاء أنماط أدائية جديدة لها.
لقد دخلت الموسيقى الشعبية التركية بين أنواع الموسيقى الأكثر استماعاً إليها في السنوات الأخيرة. وقد ساعد على ذلك انتشار البث الإذاعي والتلفزيوني، إضافة إلى فرقة الدولة للإنشاد الجماعي للموسيقى الشعبية التابعة لوزارة الثقافة والسياحة. وأولى هذه الفرق أقيمت في أنقرة عام 1986، ثم في سيواس وشانلي اورفا وغيرها، ساهمت جميعها في تطوير الموسيقى التركية الشعبية والحفاظ على إحيائها من حيث التلحين والأداء والغناء مع إضفاء التعددية الصوتية إليها. وقد حققت هيئة الإذاعة والتلفزيون التركية إسهامات هامة في تطوير نطاق ما تمتلكه الموسيقى الشعبية من أغاني، سواء بجولات التجميع التي تقيمها أو بما تقوم به من بث.
ومن بين المرجعيين والباحثين وأصحاب الأنماط الذين يأتون في مقدمة فناني الموسيقى التركية الشعبية نذكر نريمان الطن داغ ونداء توفيكجي ومحمد أوزبك ويوجل باشماكجي وعارف صاغ ومكرم كمارطاش وطالب اوزقان زشنال اونالدي وهالة كور وموسى أر أغلو وإحسان اوزتورك واوزاي جونلوم ومحرم أرطاش ونشأت أرطاش وجكيج علي وحصارلي أحمد وزارالي خليل وجلال جوزالسس وبلقيس آق قلعة وصباحت آق كيراز وجولر دومان ومخلص أقارصو ومحزوني شريف وعزت آلتنمشه وأوميت طوقجان.
ومن بين الآلات المستخدمة في الموسيقى الشعبية التركية يمكن ذكر نوعي الميدان والديوان لآلة الساز والباغلاما وبوزوق طنبورة والجوغور والجورة والتار والكوبوز والقباق والرباب والكمنجة والمزمار والقاوال والدودوك وسيبسي والقربة والطبل والدف والقدوم والدربكة.

## موسيقى البوب والروك والجاز

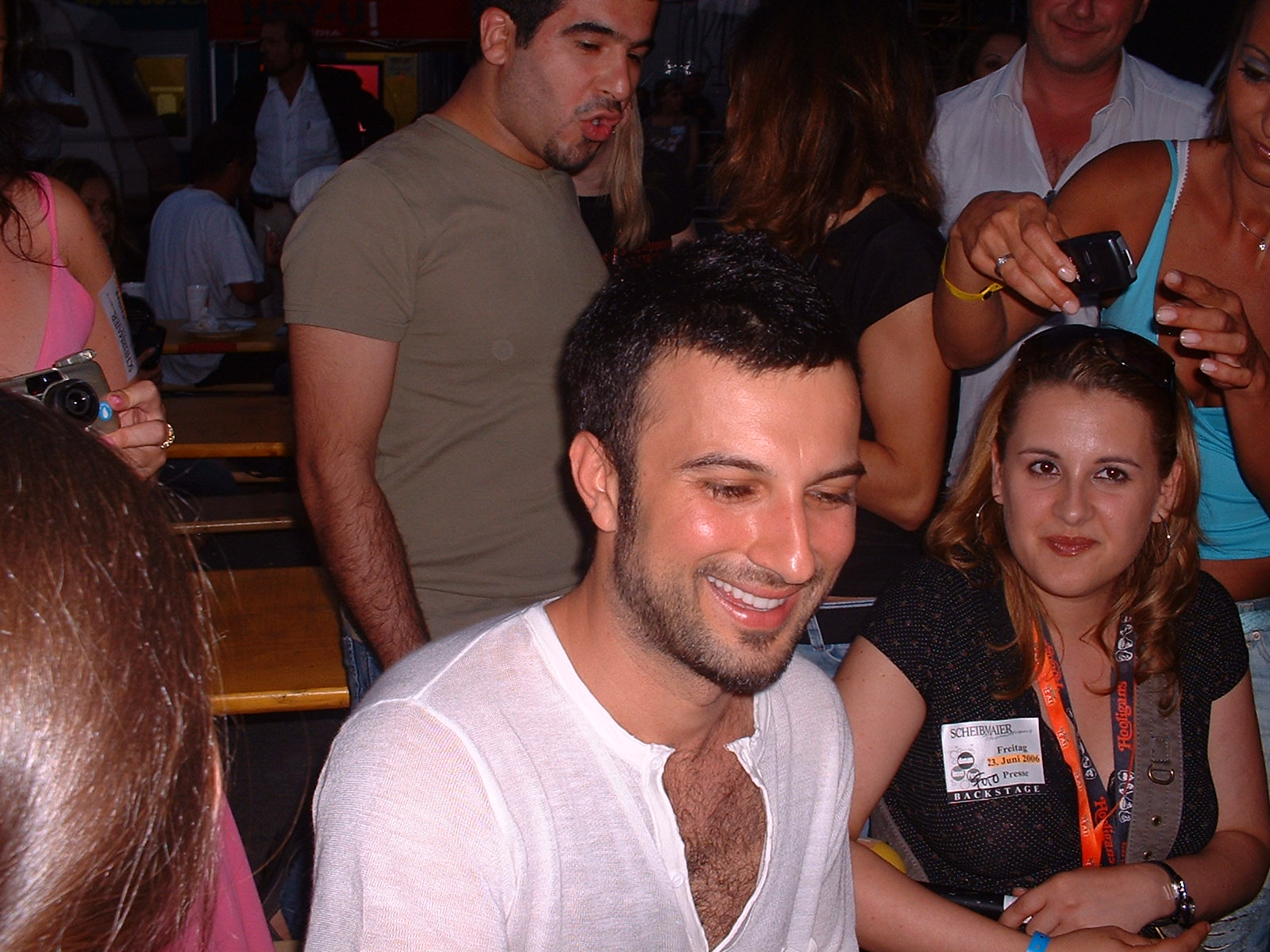
مغني البوب التركي تاركان في فيينا عام 2006

في الستينات سادت موجة الروك أن رول كافة بقاع العالم، ثم تبعتها حركة بتليس (الخنافس) لتبهر الشباب والشابات من كل حدب وصوب، وإثرها ظهرت في تركيا بعد عام 1960 فرق موسيقية شابة تحذو حذوهما. وكان تقليد هاتين الموجتين في البداية على شكل اقتباس أغانيهم بكلمات تركية. إلاّ أن الأمر فيما بعد تحول إلى مزج الموسيقى الغربية مع الموسيقى الشعبية التركية. وبموازاة هذا التطور نشأت في الأعوام الأخيرة أسواق موسيقية واسعة.
وقد وصلت مبيعات الأشرطة والأقراص المحلية والأجنبية إلى أكثر من 100 مليون عدد. ويتم اقتناء أشرطة وأقراص مغنيي البوب الأكثر شعبية مثل باريش مانتشو وجم قاراجا وأركين كوراي وآجدا
بككان وسزان أقصو وطارقان ونيلوفر وزهال اولجاي وسرتاب أرانار ومجموعة مظهر فؤاد أوزكان وشبنام فراح، وتيومان وسردار اورتاج ونيل قره إبراهيم غيل، والجاز مثل كرم غورسيف والهان أر شاهين ونكهة روأجان وغورول أغيرباش وأوقاى تميز.
وفي مسابقة الغناء الأوروبي المرئي الثامنة والأربعين، التي جرت في ريغا عاصمة ليتونيا يوم 24 مايو 2003، حصلت الفنانة سرتاب أرا نار بأغنيتها بالإنجليزية: Every Way That I Can على 167 نقطة، وجعلت علم تركيا يرفرف في المرتبة الأولى لأول مرة، وبها أحرزت نجاحاً عالمياً.

## الأوبرا والباليه
بعد إعلان الجمهورية التركية بدأت محاولات لجعل الموسيقى المتعددة الأصوات مستساغة جماهيرياً في تركيا، وفي مقدمتها الأوبرا أرقى صنف لها، وشكلت عام 1930 «جمعية الأوبرا» في إسطنبول كخطوة أولى نحو تكوين الأوبرا التركية. وفي عام 1934 تم تقديم العرض الأوبرالى للإيطالي ويردى. أمّا عرض الأوبرا لمؤلفه احمد صايغون بعنوان «الشهامة» والذي قدم نفس العام بحضور أتاتورك مع ضيفه رضا بهلوي شاه إيران آنذاك، فيعد نقطة تحول في تاريخ الأوبرا التركية وشهد عام 1936 أول محاولة جادة للأوبرا التركية مع إقامة المسرح التطبيقي لدى معهد أنقرة العالي للموسيقى أثناء حفل تخرج أول دفعة من تلامذته. ثم جاء دور الموسيقار الشهير بول هندارميث ومخرج الأوبرا كارل انبرت القادمين من ألمانيا، ليساهما في توطيد النشاط الاوبرالي في تركيا، وعلى يدهما تتلمذ الشباب الأتراك في هذا المجال الذين قدموا أولى منتجاتهم عام
1940.
وقد لعبوا في أول تمثيل لهم رائعة موزارت «باستين وباستينه»، والمشهد الثاني من عمل بوتشيني «مدام باترفلاى» بالتركية. وبعده بعام، أي في 1941، تم
عرض أوبرا بوتشيني «توسكا» المشهد الثاني، و«مدام باترفلاى» بالكامل وكذلك أوبرا بتهوفن «فيدليو» في مسرح دار الجماهير بأنقرة.
أول مدرسة رسمية ذات طبيعة أكاديمية للبالية، أقيمت عام 1948 في إسطنبول، ثم ارتبطت عام 1950 بعد نقلها إلى العاصمة بالمعهد العالي للموسيقى بأنقرة. وبغية التحضير لإنشاء مدرسة الدولة للباليه، تمت دعوة دامة نينتتة دي فالويس، التي أسست عام 1947 بالية الملكية البريطانية، إلى تركيا إذ ساهمت بقسط كبير في تنمية البالية التركية، حيث تم عرض أول بالية تركية عام 1950 من قبل قسم البالية في معهد أنقرة العالي للموسيقى من تلحين الموسيقار التركي علوي جمال أركين، وصمم الرقصات جون نيوتن مثل باسطورال سوئيد وبالية كال أوغلان بمعنى الولد الأصلع.
وتلا ذلك عرض تمثيلي للبالية باسم العشق الساحر، حيث عرضت بالكامل من إلحان الموسيقار فريد توزون وصمم رقصاته دوفافوا مستلهماً من الفولكلور التركي. لتعرض بعدها البالية المحلية البحتة على نبع المياه.
وفي إطار قانون تأسيس مسارح الدولة المؤرخ في 16 يونيو 1949 واصلت فرقة الدولة للأوبرا والبالية نشاطاتها، ألاّ أنها أصبحت مستقلة فعلياً اعتباراً من عام 1968، ثم غدت مديرية عامة مستقلة بصورة رسمية اعتباراً من 1970.
المديرية العامة للأوبرا والبالية وضعت نصب عينيها منذ قيامها تعميم عروض الأوبرا والبالية في كافة أنحاء البلاد، وتحقيقا لذلك أعتبر مركزها في أنقرة وفتحت فروعاً لها في إسطنبول وأزمير ومرسين وأنطاليا وصامصون، وهي تستعد لفتح فروع جديدة لتشمل جميع المحافظات.
ولا تقتصر المديرية العامة للأوبرا والبالية على النشاط التقليدي لها، وقد أسرعت من جهودها لمجاراة الفنون العالمية بكل أبعادها، حيث شكلت فرقة الرقص الحديث. وتواصل مؤسسات الأوبرا والبالية مساعيها الحثيثة للمضي قدماً في مجال تنشئة الأطفال في حقل البالية رقصاً وإنشاداً، لإرساء الكيان المستقبلي لهذا الحقل وجمهوره. وفي هذا الإطار، تشكل «وحدة ليلى كنجر للأطفال والشباب»، التي دخلت الخدمة في فبراير 2009، أول «أوبرا وبالية للأطفال» في تركيا، وتعتبر من الأمثلة النادرة في العالم.